# بخش بر-لو-دوک
بخش بر-لو-دوک (به فرانسوی: Arrondissement de Bar-le-Duc) یک بخش در فرانسه است که در موز واقع شده‌است.